# Popular TV
Popular TV, cadena de televisió de difusió en obert a Espanya. En algunes ciutats emet a través d'una xarxa d'emissores locals pròpia. La seva programació de contingut generalista, es caracteritza de programes religiosos especialment en dates assenyalades del calendari catòlic com a Setmana Santa, a més de pel·lícules, sèries, programació infantil o transmissions en directe d'alguns programes radiofònics com El Tirachinas.
L'any 2006, va ser la televisió local que més va incrementar la seva audiència a Espanya segons TNSofres Arxivat 2007-09-15 a Wayback Machine.. Malgrat aquest augment, la mateixa font certifica que el 2007 va rebre un 3,3% sobre el total de les locals.

## Televisió Digital
No té cap emissió de televisió d'àmbit nacional. A nivell autonòmic o local, té concessions de canals regionals a Navarra, Galícia, Astúries, Comunitat de Madrid, Regió de Múrcia, La Rioja i Comunitat Valenciana així com diversos canals locals.
En algunes zones, emet amb identitats diferents en funció de les agrupacions locals establertes:
- TMT (Madrid)
- Rioja 4 (La Rioja)
- CDT (Toledo)
- Via Norba (Càceres)
- Emerita TV (Mèrida)
- La 8 Mediterráneo (País Valencià)[1]

L'emissió es podia rebre en analògic i també a través de la plataforma via satèl·lit Digital+, sempre que la parabòlica estigués orientada al satèl·lit Hispasat (30è Oest), l'antiga orientació utilitzada per Via Digital. Ara poder rebre-la qualsevol abonat a Digital+, independentment del satèl·lit utilitzat, i integrada al dial ordinari de la plataforma. També a través del satèl·lit Astra, gratuïtament.